# 曾烶
曾烶（1492年—1564年），字日宣，號筆山，湖廣黃州府麻城縣人，明朝政治人物。

## 生平
曾烶是嘉靖元年（1522年）壬午科湖廣鄉試舉人，次年（1623年）聯捷癸未科会试第320名，三甲169名進士，獲授獻縣知縣；八年（1529年）選授為南京刑科給事中，十五年（1536年）陞吏科右給事中，次年（1537年）再陞戶科左給事中；七年（1538年）改任吏科左給事中，同年再陞為戶科都給事中。
嘉靖十八年（1539年），曾烶上疏請求明世宗不要南狩，遭廷杖下獄，謫任靈川典史，十九年（1540年）調任進賢知縣，二十一年（1542年）再擢任溫州同知，未就任就已改陞四川按察司僉事，二十三年（1544年）調為貴州布政使司右參議，再陞福建左參議，未受命就已辭官回鄉，七十三歲去世。

## 家族
曾祖曾應通。祖父曾啓，犍为教谕，以子大有贵贈知县。父曾大顯，四川按察司佥事。母李氏；继母张氏。具庆下。兄曾焕，推官；曾焞；曾熺；曾煌；曾煾，监生；弟曾裕、曾熽、曾烺、曾炳。三子：长子曾孟麟，初名嘉裔，太学生，娶于刘氏故刑部郎中刘灿女；次子曾嘉袠，庚午乡进士，娶于汪氏，金华知府汪文渊女。又次子曾嘉懐，邑诸生，娶于周氏，琼州知府周思久女。

## 引用
1. 1 2  民國《麻城縣志·卷九·耆舊志一》：曾烶，字日宣，號筆山，嘉靖癸未進士，知獻縣，擢給事中。世宗南狩，抗疏止輦，廷杖下獄，謫靈州判，直聲動一時。累陞福建參議，拜命未就而歸。 通志
2. ↑  民國《麻城縣志·卷八上·選舉志一》：嘉靖元年 壬午（舉人）……曾烶……二年 癸未（進士）……曾烶 參議
3. ↑  《明世宗肅皇帝實錄·卷一百五》：（嘉靖八年九月）庚申選授行人高金、陳侃，推官王守、胡堯時，知縣董進第、曾烶俱給事中，守戶科，進第禮科，堯時、金兵科，侃刑科，烶南京刑科。
4. ↑  《明世宗肅皇帝實錄·卷一百八十九》：（嘉靖十五年七月）庚辰陞礼科右給事中朱隆禧、刑科右給事中石存仁為左給事中，兵科給事中曾烶、吏科給事中管見、刑科給事中錢亮為右給事中，隆禧、烶俱吏科，見兵科，存仁、亮俱工科。
5. ↑  《明世宗肅皇帝實錄·卷二百三》：（嘉靖十六年八月乙丑）陞戶科右給事中李士文、吏科右給事中曾烶、禮科右給事中沈伯咸、刑科右給事中薛廷寵俱左給事中，兵科給事中李鶴鳴、吏科給事中呂應祥俱右給事中，士文吏科，烶戶科，伯咸刑科，廷寵、應祥工科，鶴鳴本科。
6. ↑  《明世宗肅皇帝實錄·卷二百十五》：（嘉靖十七年八月）辛酉陞禮科左給事中錢亮、兵科左給事中管見俱為都給事中，工科給事中潘九齡、戶科給事中吳希孟俱戶科，原添註吏科右給事中丁堪填補刑科，改戶科左給事中曾烶於吏科。
7. ↑  《明世宗肅皇帝實錄·卷二百十九》：（嘉靖十七年十二月乙丑）……吏部擬陞吏科左給事中曾烶為戶科都給事中，工科右給事中呂應祥、吏科右給事中張守約、礼科右給事中郭鋆俱左給事中，應祥礼科，守約兵科，鋆刑科，復除服闋左給事中李逢于戶科，上允，之命今後該復除者不許混入陞官疏內。
8. ↑  《明世宗肅皇帝實錄·卷二百二十三》：（嘉靖十八年四月）甲寅初給事中戴嘉猷馳疏請聖駕早旋，比達行在上已回鑾中道矣，覽疏大怒，乃併前諫止南幸都給事中曾烶、左給事中李逢、右給事中周珫、給事中謝廷𦶜俱下鎮撫司拷訊，降遠方雜職。
9. ↑  《粤西文載·卷六十七》：曾烶，麻城人，嘉靖間以都給事抗疏，謫靈川典史……
10. ↑  《明世宗肅皇帝實錄·卷二百六十六》：（嘉靖二十一年九月戊午）陞浙江溫州府同知曾烶為四川按察司僉事。
11. ↑  《明世宗肅皇帝實錄·卷二百九十》：（嘉靖二十三年九月己亥）陞雲南按察司副使鄭登高為湖廣布政使司右參政，專守湖北道；四川按察司僉事曾烶為貴州布政使司右參議，專守新鎮思仁道，各管撫苗夷，從勘處夷情都御史萬鏜奏也。
12. ↑  王世貞《曾筆山墓誌銘》：公諱烶，日宣其字，嘗自號曰「筆山」。……公年七十三，一夕以無疾卒。
13. ↑  龚延明主编. . 宁波: 宁波出版社. 2016. ISBN 978-7-5526-2320-8. 《天一閣藏明代科舉錄選刊.登科錄》之《嘉靖二年癸未科進士登科録》